# Automobiles Majestic
Automobiles Majestic war ein französischer Hersteller von Automobilen.

## Unternehmensgeschichte
Das Unternehmen aus Paris begann 1926 mit der Produktion von Automobilen. Der Markenname lautete Majestic. 1930 endete die Produktion. Insgesamt entstanden nur wenige Fahrzeuge.

## Fahrzeuge
Im Angebot stand ein Modell mit einem Sechszylindermotor und 3000 cm³ Hubraum, das ausschließlich mit geschlossenen Karosserien lieferbar war. 1930 wurde noch ein Achtzylindermodell angekündigt.